# Liste des édifices labellisés « Patrimoine du XXe siècle » de Vaucluse

Cet article recense les monuments historiques protégé au titre du Patrimoine du XXe siècle du département de Vaucluse, en France.

## Statistiques
Au 31 décembre 2010, le Vaucluse compte 15 immeubles protégés du patrimoine du XXe siècle.

## Liste
| Monument                                                                                          | Commune            | Adresse                    | Coordonnées                      | Notice         | Protection | Date       | Illustration                                                                                     |
| ------------------------------------------------------------------------------------------------- | ------------------ | -------------------------- | -------------------------------- | -------------- | ---------- | ---------- | ------------------------------------------------------------------------------------------------ |
| Église Saint-Joseph travailleur                                                                   | Avignon            | Rue Étienne-Martelange     | 43° 56′ 04″ nord, 4° 47′ 58″ est | « PA00125728 » | Inscrit    | 1993       | Église Saint-Joseph travailleur                                                                  |
| Lycée agricole François-Pétrarque                                                                 | Avignon            | Montfavet R.N. 7           | 43° 54′ 34″ nord, 4° 53′ 01″ est | « PA00082214 » | Inscrit    | 1989       | Lycée agricole François-Pétrarque                                                                |
| immeuble dit résidence San Miguel                                                                 | Avignon            | rue Ninon Vallin           | 43° 56′ 38″ nord, 4° 48′ 49″ est | « EA84141190 » |            | 1968       | immeuble dit résidence San Miguel                                                                |
| Hôtel des Postes                                                                                  | Avignon            | Cours du Président Kennedy | 43° 56′ 35″ nord, 4° 48′ 16″ est | « EA84141189 » |            | 1951       | Hôtel des Postes                                                                                 |
| Rotonde ferroviaire                                                                               | Avignon            | Rue Pierre-Sémar           | 43° 56′ 18″ nord, 4° 49′ 22″ est | « PA00081944 » | Inscrit    | 1984       | Rotonde ferroviaire                                                                              |
| Usine-barrage André-Blondel usine génératrice d'énergie, salle des machines, vestibule, élévation | Bollène            |                            | 44° 18′ 12″ nord, 4° 44′ 35″ est | « PA00082223 » | Inscrit    | 1992       | Usine-barrage André-Blondelusine génératrice d'énergie, salle des machines, vestibule, élévation |
| Lycée Victor Hugo de Carpentras                                                                   | Carpentras         |                            | 44° 02′ 58″ nord, 5° 02′ 53″ est | « IA84000722 » |            | 1858, 1925 | Lycée Victor Hugo de Carpentras                                                                  |
| Atelier de Claude et François Stahly                                                              | Crestet            |                            | 44° 11′ 58″ nord, 5° 03′ 52″ est | « PA00082033 » | Inscrit    | 1988       | Atelier de Claude et François Stahly                                                             |
| coopérative vinicole de Coustellet                                                                | Maubec             |                            | 43° 52′ 00″ nord, 5° 08′ 33″ est | « IA84000776 » |            | 1925       | coopérative vinicole de Coustellet                                                               |
| Église Saint-Étienne de Sérignan-du-Comtat                                                        | Sérignan-du-Comtat |                            | 44° 11′ 20″ nord, 4° 50′ 42″ est | « PA00082165 » | Classé     | 1978       | Église Saint-Étienne de Sérignan-du-Comtat                                                       |
| Pont des Arméniers                                                                                | Sorgues            |                            | 44° 01′ 26″ nord, 4° 50′ 38″ est | « PA84000031 » | Inscrit    | 2001       | Pont des Arméniers                                                                               |
| coopérative vinicole du Thor                                                                      | Le Thor            | Route de Cavaillon         | 43° 55′ 32″ nord, 4° 59′ 53″ est | « EA84141192 » |            | 1925       | coopérative vinicole du Thor                                                                     |
| Villa Do mi si la do ré décor intérieur                                                           | Vaison-la-Romaine  | 43 avenue Jules-Ferry      | 44° 14′ 27″ nord, 5° 04′ 12″ est | « PA84000034 » | Inscrit    | 2002       | Villa Do mi si la do rédécor intérieur                                                           |
| Café de la Paix de Valréas salle, élévation, décor intérieur                                      | Valréas            | 26 rue de l'Hôtel-de-Ville | 44° 22′ 59″ nord, 4° 59′ 16″ est | « PA00082191 » | Inscrit    | 1986       | Café de la Paix de Valréassalle, élévation, décor intérieur                                      |
| Mur des fusillés mur                                                                              | Valréas            | Avenue du Maréchal-Foch    | 44° 22′ 58″ nord, 4° 59′ 15″ est | « PA00082198 » | Inscrit    | 1981       | Mur des fusillésmur                                                                              |